# Trung hưng quân chủ Anh
Thời kỳ Trung hưng quân chủ Anh là cách gọi sự kiện (The Restoration) trong lịch sử nước Anh vào thế kỷ 17. Sự kiện này khôi phục chế độ quân chủ của nhà Stuart ở Anh, Ireland và Scotland, đánh dấu bằng việc trở lại và lên ngôi của Quốc vương Charles II của Anh.
Những năm tiếp theo, The Restoration cũng được dùng để mô tả quá trình thành lập chế độ chính trị mới tại Anh, là thời điểm hình thành nền quân chủ lập hiến đã kéo dài đến tận thời hiện đại của Anh. Dù sự lên ngôi của Vua Charles II đã cách hơn chục năm, song dư âm của thời kỳ The Restoration này vẫn kéo dài đến tận khi người Stuart cuối cùng là Nữ vương Anne qua đời, và The Restoration chính thức không dùng để mô tả một thời kỳ kéo dài khi chứng kiến sự lên ngôi của George I của Anh, một người từ xứ Hanover có nguồn gốc là người Đức.